# Fukubukuro

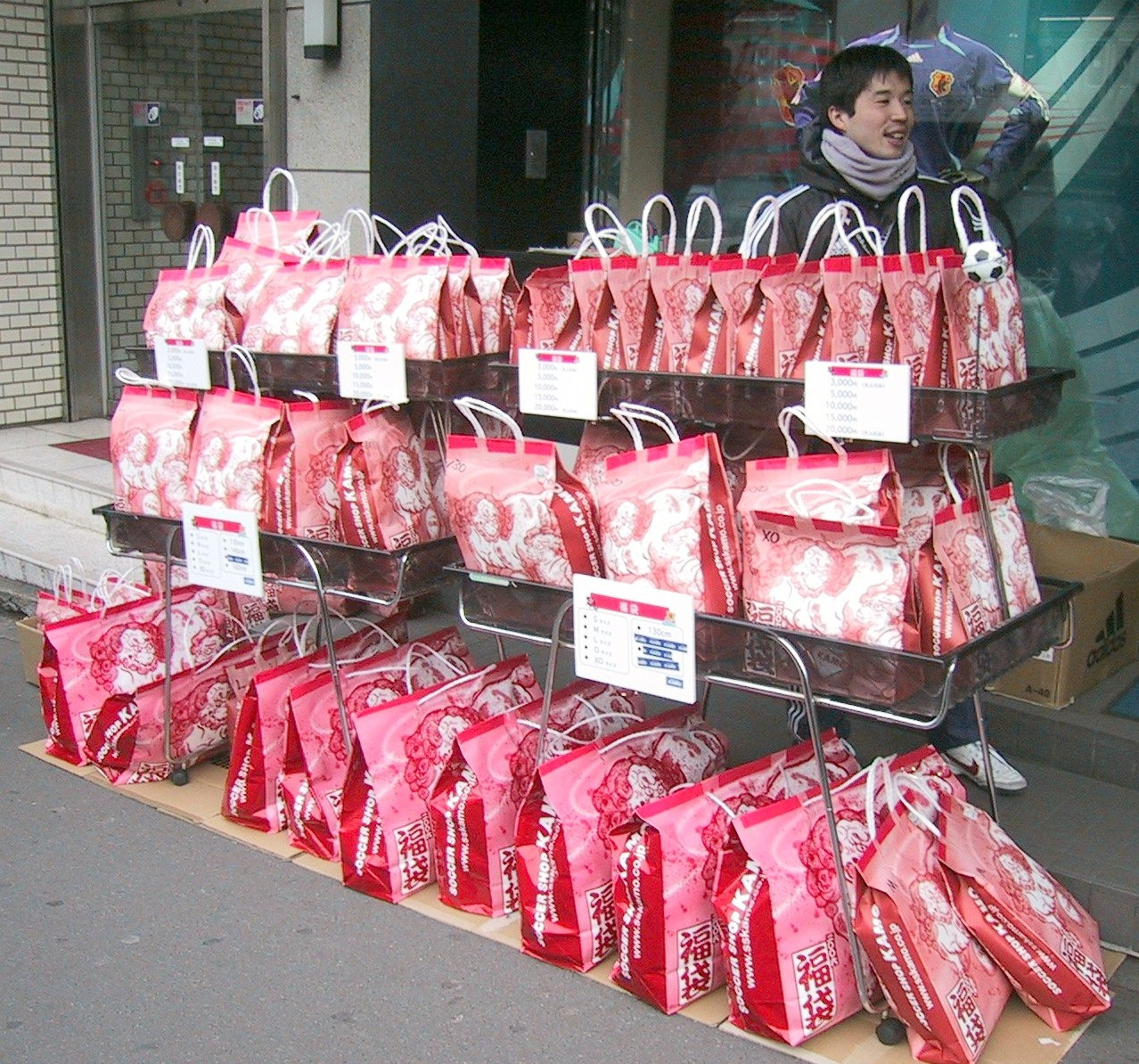
Fukubukuro zum Verkauf vor einem Geschäft in der Takeshita-Straße in Tokio, 2006

Fukubukuro (Japanisch: 福袋, ausgesprochen [ ɸɯ̥kɯbɯꜜkɯɾo ] ; „Wundertüte“) ist ein japanischer Neujahrsbrauch, bei dem Händler Wundertüten mit unbekanntem, zufälligem Inhalt herstellen und diese mit einem erheblichen Rabatt verkaufen, normalerweise 50 % oder mehr unter dem Listenpreis der darin enthaltenen Artikel. Die niedrigen Preise werden normalerweise gewährt, um Kunden dazu zu bewegen, im neuen Jahr in diesem Geschäft einzukaufen. Der Begriff ist eine Kombination aus fuku (福, was „Glück“ bedeutet) und fukuro (袋, was „Tüte“ bedeutet) und wird zu bukuro aufgrund eines morphonologischen Phänomens, das als Rendaku bekannt ist. fuku kommt vom japanischen Sprichwort „In den Resten liegt das Glück“ (残り物には福がある, nokorimono ni wa fuku ga aru). Die fukubukuro beliebter Geschäfte werden von eifrigen Kunden normalerweise schnell weggeschnappt, und bei manchen Geschäften bilden sich am Neujahrstag schon Stunden vor der Ladenöffnung lange Warteschlangen um die Häuserblocks.